# Distrito de Lucre (Aymaraes)
El Distrito de Lucre es uno de los 17 distritos de la Provincia de Aymaraes  ubicada en el Departamento de Apurímac, bajo la Administración del Gobierno Regional de Apurímac, en el sur del Perú.
Desde el punto de vista jerárquico de la Iglesia católica forma parte de la Diócesis de Abancay la cual, a su vez, pertenece a la Arquidiócesis de Cusco.

## Historia
El distrito fue creado mediante Ley No.13430 del 14 de junio de 1960.

## Autoridades
Presidente de la Comunidad de Lucre: Jesús Cruz Menacho

### Municipales

#### Municipalidad Distrital de Lucre
- 2023 - 2026.

Alcalde: SANTOS PORTILLO HUAMANI, de (Acción Popular). 

### Regidores
1. Edith Jiménez Onton (Acción Popular)
2. Juancito Achata Carbajal (Acción Popular)
3. Epifanía Barrientos Tello (Acción Popular)
4. Juan Carlos Rios Bravo (Acción Popular)
5. Ana Maria Utani Morales (Somos Perú)

## Festividades
- Los carnavales que se realizan el costumbre cultural entre los meses de Febrero y Marzo, el festejo de Comadres
- Julio 25: (Patrón Santiago).
- junio 07: (DIA DE LA BANDERA).
- Agosto 5: (Virgen de las Nieves).
- Agosto 30: (Santa Rosa).
- DICIEMBRE 30: (CELEBRACION NIÑO JESUS).